# Sal doble
Las sales dobles son sales que contienen más de un catión o más de un anión. Las sales dobles son compuestos cuaternarios. Se forman cuando al menos dos sales se disuelven en un mismo líquido y cristalizan de forma regular. 
Ejemplos de sales dobles son los alumbres (con la fórmula general MIMIII(SO4)2·12H2O) y las sales de Tutton (con la fórmula general (MI)2MII(SO4)2-6H2O). Otros ejemplos de sales dobles son: el alumbre de sodio, que contiene dos cationes (sodio y aluminio) y un anión sulfato; el tartrato de potasio y sodio o sal de Seignette y la alstonita. 
Las sales dobles se nombra colocando primero el nombre del anión seguido de la palabra “doble” y luego el nombre, en orden alfabético, de los elementos que forman los cationes, precedidos por los prefijos di, tri, tetra, etcétera, de acuerdo al subíndice que presente cada catión en la fórmula molecular. Cuando el subíndice es uno (1) no se coloca el prefijo. 
|                                                                          |
| Sal de Mohr, sulfato amónico de hierro(II), [NH 4] 2[Fe(H 2O) 6](SO 4) 2 |

|                                                                                    |
| Alumbre de hierro(III), sulfato amónico de hierro(III), [NH 4][Fe(H 2O) 6](SO 4) 2 |

|                                                 |
| Oxalato férrico de amonio, [NH 4] 3Fe(C 2O 4) 3 |

|                                 |
| Alumbre de potasio, KAl(SO 4) 2 |

|                                                              |
| Fosgenita, cloruro de carbonato de plomo(II), Pb 2(CO 3)Cl 2 |

|                                              |
| Fosfato amónico de cobalto(II), [NH 4]CoPO 4 |